# 상여

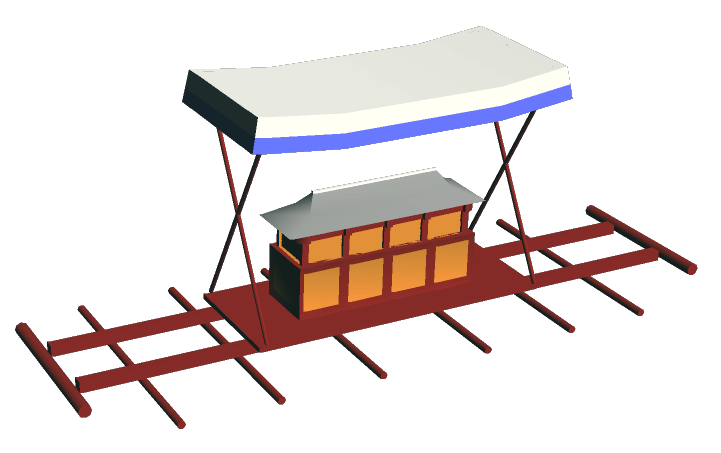
상여의 구조

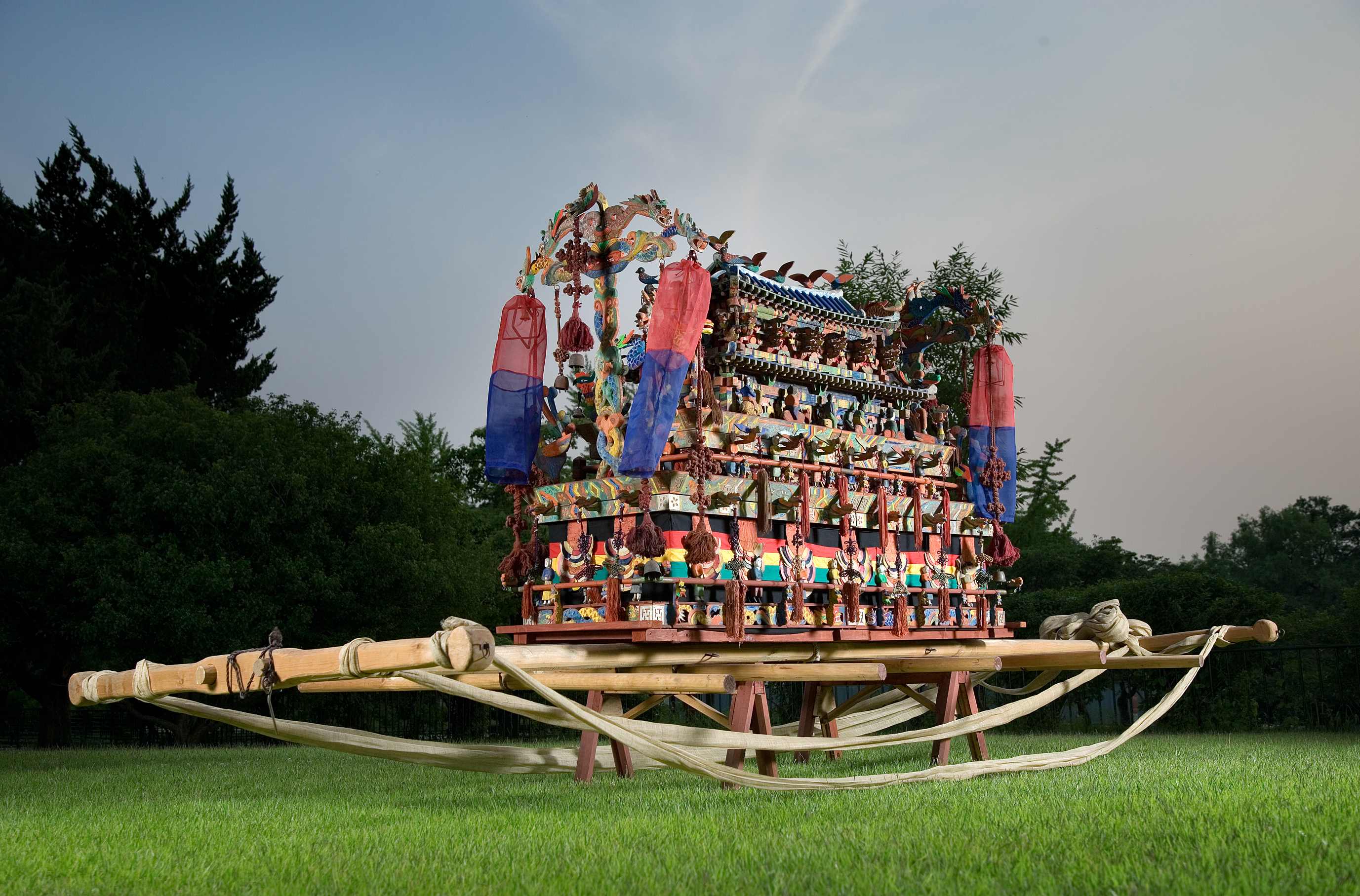
산청 전주최씨 고령댁 상여

상여(喪輿)는 한국의 장례 의식에서 무덤까지 관을 옮기는 도구이다.

## 구조
상여는 여러 사람이 어깨에 짊어질 수 있도록 만든 가로대 위에 관을 놓을 수 있는 판을 짜고 대개 한옥 모양을 본떠 만든 장식 안에 관을 올려 놓은 후 긴 막대를 얽어 포장을 친다.

## 운구
관에 넣은 시신을 상여에 올려 놓고 여러 사람이 이를 어깨에 메고 무덤으로 운구한다. 상여의 크기나 지역의 관례에 따라 적게는 열여섯 명 정도에서부터 많게는 서른두 명 정도가 필요하다. 무덤에 다다르면 상여에서 관을 옮겨 의식을 치른 후 매장한다.

## 상여소리
상여로 운구하는 동안 상여소리를 부른다. 상여소리는 매기는 소리와 받는 소리로 나뉘는데 매기는 소리는 한 사람이 선창하고 받는 사람은 상여를 짊어진 사람들이 함께 부르는 후렴구이다. 매기는 소리는 대개 "이제가면 언제오나 원통해서 못살겠네"와 같이 죽은이를 애도하는 가사를 지니며 받는 소리는 "어화 넘자"와 같이 여러 사람이 상여를 옮기는 데 보조를 맞추기 위한 단순한 후렴구로 이루어진다.

## 마을 공동체
대한민국의 농촌지역에서는 상여를 보관하는 집을 따로 지어 공동으로 상여를 사용하는 경우가 많았다. 전근대사회에서는 두레가 이를 관리하였으며 근래에는 마을 청년회 등이 관리하였다.

## 같이 보기
- 장례
- 산청 전주 최씨 고령댁 상여(중요민속문화재 제230호
- 강진 김해김씨가 상여
- 남은들 상여
- 영구차